# Chytobrya albida
Chytobrya albida är en fjärilsart som beskrevs av Max Wilhelm Karl Draudt 1950. Chytobrya albida ingår i släktet Chytobrya och familjen nattflyn. Inga underarter finns listade i Catalogue of Life.